# Maureen O’Hara
Maureen O’Hara, születési Maureen FitzSimons (Ranelagh, Dublin, Írország, 1920. augusztus 17. – Boise, Idaho, 2015. október 24.) ír születésű színésznő és énekesnő, aki 1939-től az Egyesült Államokban dolgozott és szerzett világhírt. Hosszú időn át dolgozott együtt John Ford filmrendezővel és John Wayne filmsztárral, leghíresebb szerepeit ebben a társaságban alakította. Széles spektrumú színjátszó tehetségével az ideális amerikai lány archetípusait személyesítette meg. Egyforma tehetséggel játszott szende szűzet, határozott polgárasszonyt, és temperamentumos, önálló kemény trekker lányokat, a vadnyugatot meghódító férfiak méltó társait. „A Technicolor Királynője” becenevet ragasztották rá, mert sok filmjét rögzítették a kor high-tech újdonságára, a Technicolor színes filmre. Élete végén Oscar-életműdíjat kapott.

## Élete

### Származása
1920-ban született Dublin elővárosában, Ranelagh-ban, Maureen FitzSimons néven, katolikus családban. Ő maga is hívő katolikus maradt egész életében. Apja Charles Stewart Parnell FitzSimons ruházati üzletet vezetett. Anyja, Marguerita Lilburn FitzSimons, korábban alt hangfekvésű énekesnő, szintén az üzletben dolgozott. Maureen hat testvér között másodikként született. Apja szenvedélyes futballrajongó volt, a Shamrock Rovers egyesület részvényese. Ezt a klubot Maureen is hosszú időn át támogatta. Az iskolában sporteredményeivel tűnt ki.
Testvéreihez hasonlóan Maureen is a dublini nemzeti színházba (Abbey Theatre) tanodájába és Ena Mary Burke színiiskolájába járt. Maureen gyermekként amatőr színjátszó csoportokban lépett fel, és 14 éves korában színészi állást vállalt az Abbey Theratre-ben. A színészi szakmát apja túl bizonytalan pályának ítélte, ezért csak úgy engedte lányát színészi állásba, ha azzal párhuzamosan elvégzi a könyvelői és gépírónői tanfolyamot is. Maureen több testvére is filmszínészi pályára lépett, de egyikük sem lett annyira sikeres és híres, mint ő.

### Színészi pályája

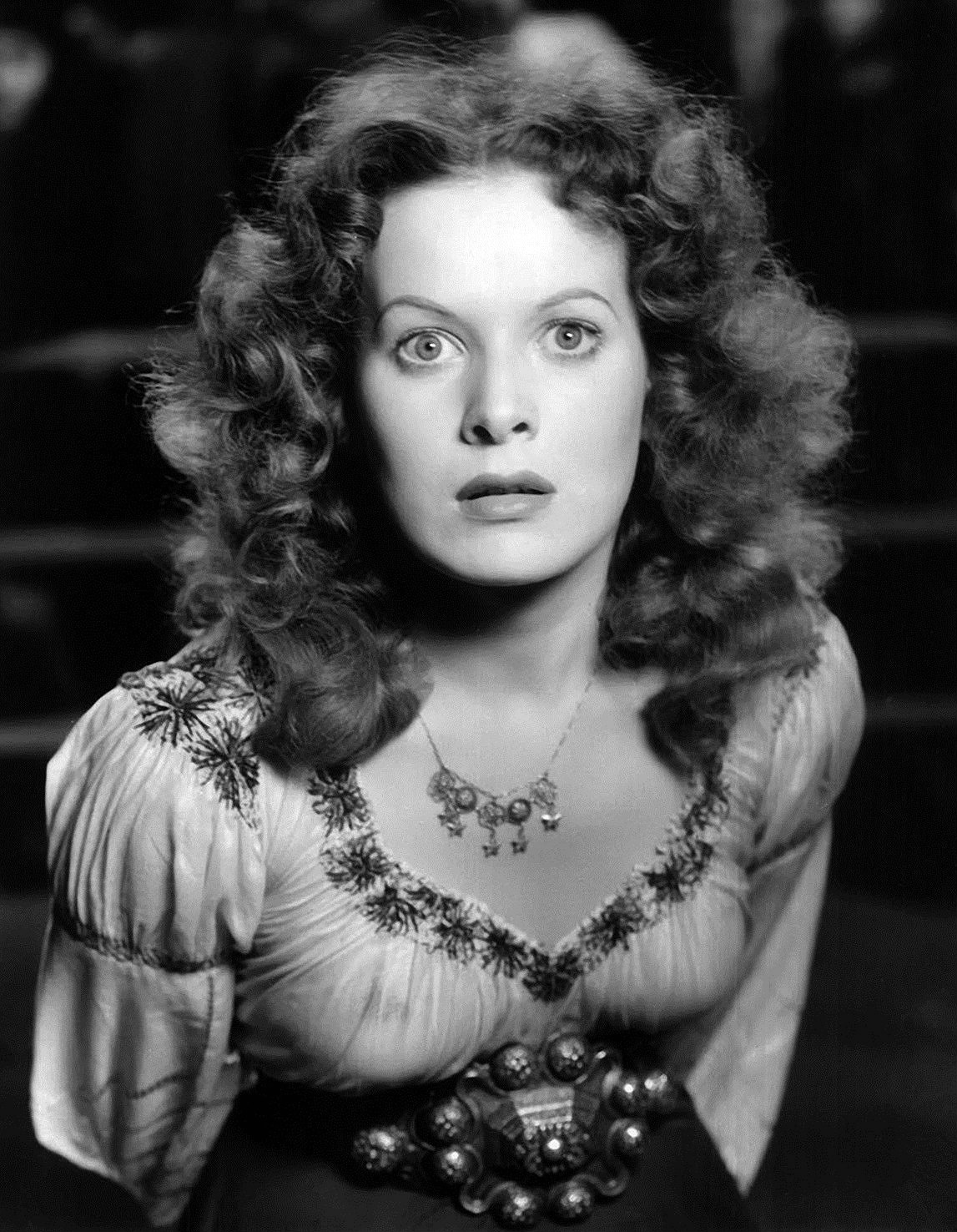
Esmeralda szerepében az 1939-es A Notre Dame-i toronyőr c. filmben

A dublini Abbey Theatre-ben még tizenévesként elért első színpadi sikerei nyomán a 17 éves O’Hara meghívást kapott Londonba, filmes próbalfelvétel céljából. Vonakodva, tanárainak rábeszélésére vállalta az utazást. Külsejét a próbafelvételekhez alaposan átváltoztatták, ez is kedvét szegte, a próbákon halványan produkált. Kijelentette: „Ha ilyen a filmipar, nem akarok résztvenni benne,“ és hazautazott Írországba. Charles Laughtonnak, aki ekkor már elismert, jónevű színész volt, megtetszett a vörös hajú, zöld szemű tinilány, és rábeszélte üzlettársát, Erich Pommer producert, hogy kössön vele hét évre szóló filmszínészi szerződést. 1938-ban O’Hara eljátszhatta első kisebb filmszerepeit két, azóta már elfeledett mozifilmben (Kicking The Moon Around; My Irish Molly). Első nagy főszerepét Alfred Hitchcock rendező 1939-es Jamaica fogadó című kalandfilmjében kapta, ahol Robert Newton partnereként egy tengerparti rablóbanda után nyomoz, akik a bandavezér, Charles Laughton parancsnoksága alatt hajókat vezetnek zátonyra, hogy rakományukat megszerezzék.
Az O’Haránál húsz évvel idősebb Laughton el volt ragadtatva a lány színészi teljesítményétől és rögtön magával vitte O’Harát Hollywoodba, ahol még abban az évben (1939-ben) főszerepet szerzett neki William Dieterle rendező A Notre Dame-i toronyőr című kosztümös kalandfilmjében, amely Victor Hugo romantikus regényéből készült. Quasimodót, a púpos toronyőrt maga Laughton játszotta, O’Hara volt védence, Esmeralda. A film világsikert aratott, és meghozta a nagy áttörést O’Hara számára. Ebben az évben kitört a második világháború, Laughton felismerte, hogy Angliában nem tud tovább filmezni. Az O’Harát foglalkoztatásának jogát hét évre biztosító szerződését eladta az RKO Pictures amerikai filmgyárnak.
A következő két évben O’Hara kisebb jelentőségű filmekben játszott szerény szerepeket. 1941-ben John Ford felfogadta őt Hová lettél, drága völgyünk? című filmdrámájának női főszerepére. A film egy walesi bányászfaluban játszódik, a főszereplő Angharad (O’Hara) egy elszegényedett bányász leánya, akit apja a gazdag, de kiállhatatlan és unalmas bányatulajdonoshoz kényszerül férjhez adni. Amikor a nő elmenekül férjétől, a falu közössége kitaszítja. A filmet tíz kategóriában jelölték Oscar-díjra, ebből ötöt elnyert. A siker több évre megalapozta O’Hara és John Ford együttműködését, amelyből több közös filmjük született. Kettőjük viszonyát a szenvedélyek heves hullámzása jellemezte, csapongás a vonzalom és gyűlölet szélsőségei között.

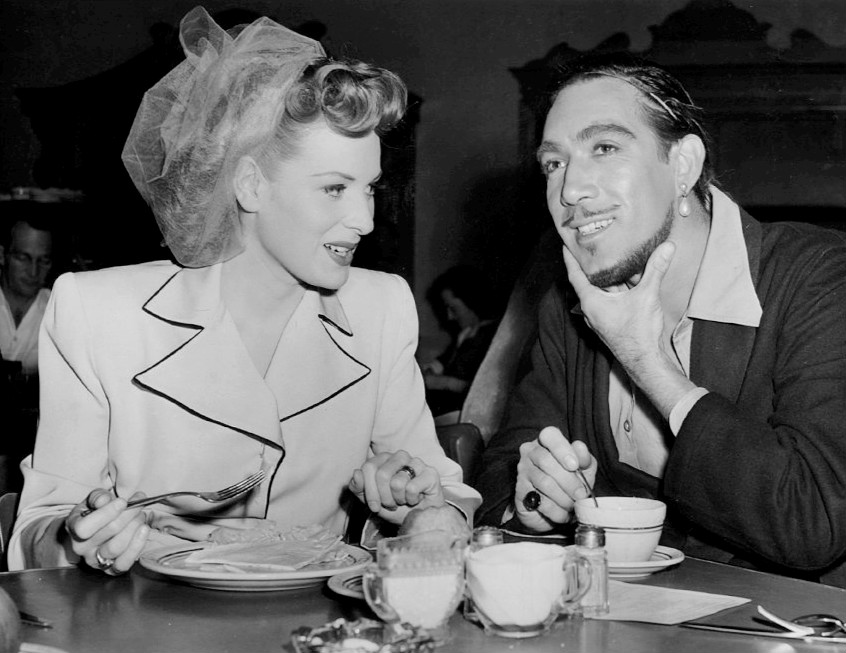
Anthony Quinnel a Szinbád, a hajós forgatásán (1947)

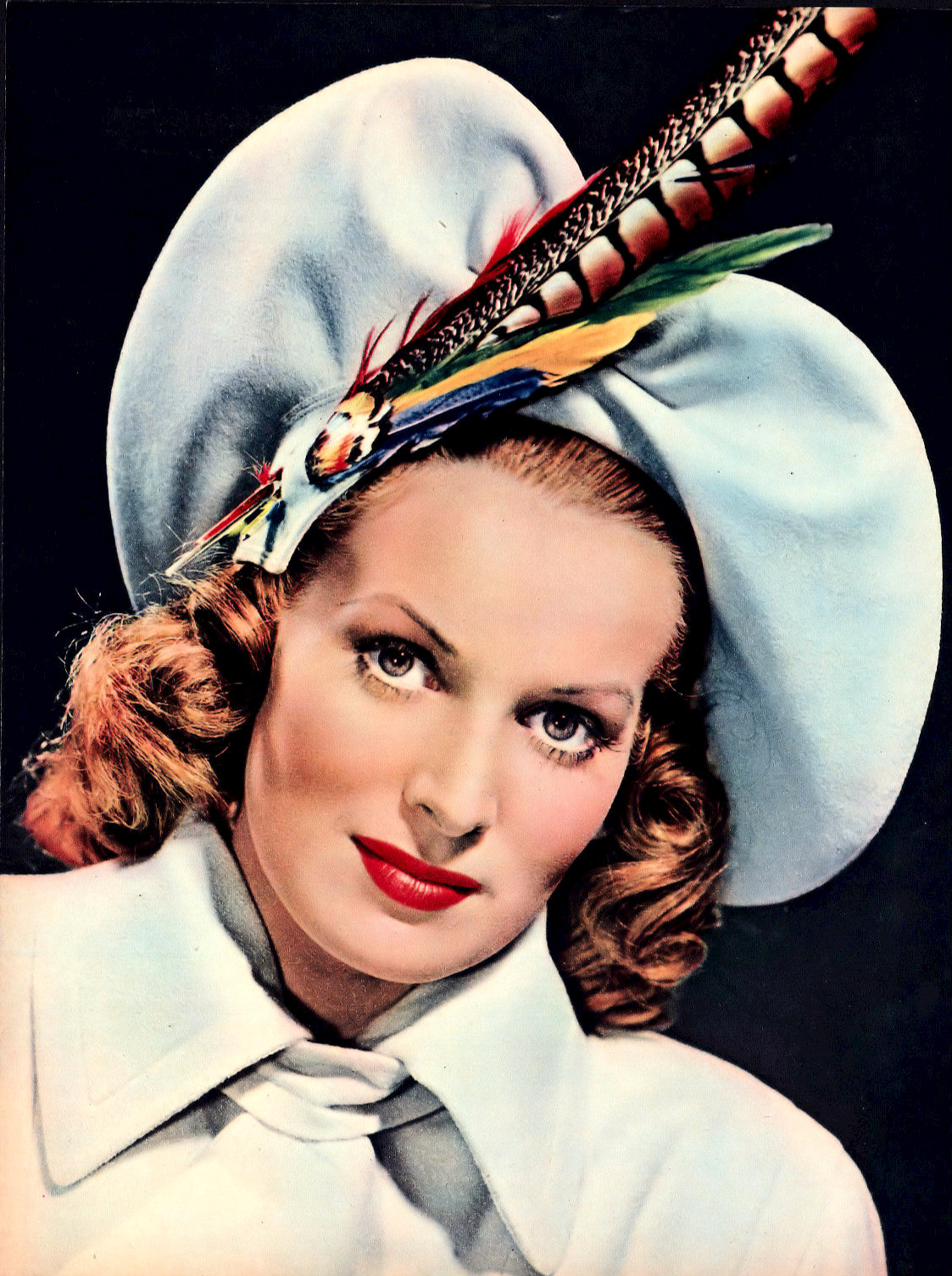
A „Modern Screen” magazin címlapján (1947)

O’Harát leggyakrabban temperamentumos, szenvedélyes, érzelemdús, de talpraesetten és józanul gondolkozó hősnők szerepére alkalmazták. Az ilyen karaktereket főleg a westernek és más kalandfilmek igényelték. Ilyen főszerepeket játszott az 1942-es A fekete hattyú-ban Tyrone Power, Laird Cregar és George Sanders mellett; és az 1947-es Szinbád, a hajós-ban, Douglas Fairbanks Jr. és Anthony Quinn társaságában. Szívesen vállalt szerepet az akkor még technikai újdonságnak számító Technicolor eljárással készült színes mozifilmekben, mert a saját „névjegyének” tekintett élénkvörös haja az ilyen felvételeken nagyon látványosan érvényesült. Ahogy Technicolor-filmes megjelenései megsokasodtak, ráakasztották a „Technicolor királynője” („Queen of Technicolor“) becenevet.
George Seaton rendező 1947-es Csoda a 34. utcában c. karácsonyi családi filmklasszikusában egy kiégett, cinikus üzletasszonyt játszott. Leányát, Susant a 18 évvel fiatalabb Natalie Wood alakította. A történet szerint az anya találkozik az Edmund Gwenn által játszott Télapóval, ennek hatására jelleme átalakul, kedves lesz, szerető és megértő. 
1950-ben ismét John Forddal állt össze a Rio Grande c. westernfilm elkészítéséhez. Ez volt a harmadik, befejező darabja John Ford nagyszabású vadnyugati eposz-trilógiájának, amelyben az indiánokat földjükről kiszorító amerikai lovasság hősi tetteit dicsőítette. A két főszerepet O’Hara és John Wayne játszotta. Egy régóta különélő házaspárt alakítottak, akik hosszú idő után újra találkoznak, mert közös fiuk (akit Claude Jarman Jr. alakít) be akar lépni Wayne ezredébe.
O’Hara és John Wayne a való életben is szoros barátságot kötöttek. A Rio Grande után még négy filmben szerepeltek közösen.
John Ford 1952-es filmvígjátéka, A nyugodt férfi lett a két sztárszínész legismertebb és legnagyobb sikerű közös szereplése, ahol O’Hara ír falusi lányt, Wayne menyasszonyát játszotta. Az 1950-es években O’Hara további kalandfilmekben és westernekben szerepelt, ezek azonban nem arattak tartós sikert. Szerepelt az amerikai televízióban is, Marc Daniels 1960-as Mrs. Miniver című hazafias családi tévéfilmjében, ahol ő testesítette meg a címszereplő amerikai háziasszonyt, Greer Garson nyomdokába lépve, aki az első, 1942-es, William Wyler-féle első Mrs. Miniver-mozifilm címszerepét adta.
1957-ben forgatott utoljára John Forddal, a A sasok szárnyai c. háborús filmben vitte a női főszerepet, John Wayne mellett. A film közepes bevételt hozott, bár a kritikusok erősen magasztalták mindkét színész teljesítményét. Ezt követően O’Hara és Ford viszonya végképp elmérgesedett. A rendező befeketítette a színésznőt más rendezők és producerek előtt, „pénzéhes szajhának” (greedy bitch) nevezve, és meg is tudott hiúsítani több, O’Harának szánt szerepajánlatot. Maga O’Hara „veszélyes gazembernek” (instant conman) nevezte Fordot, aki szerinte azért gyűlölködik, mert nem születhetett ír lázadónak.

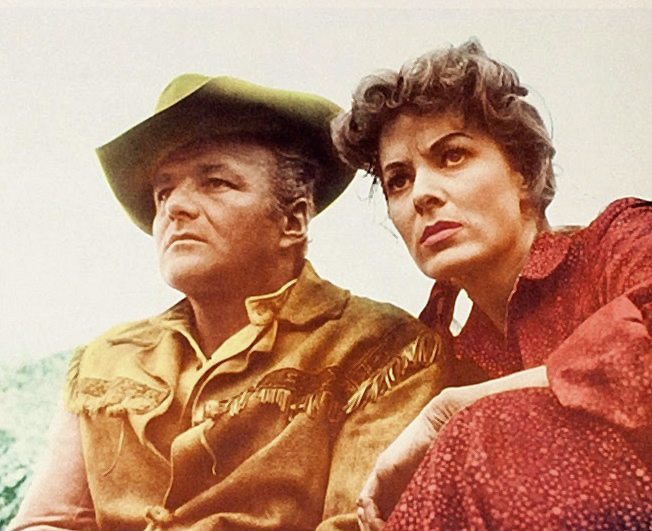
Brian Keith mellett, Sam Peckinpah rendező Deadly Companions c. westernfilmjében (1961)

Az 1960-as évektől elejétől O’Hara egy sor vígjátéki szerepet kapott, így szerepelt többek között az Apád-anyád idejöjjön c. családi filmben, A két Lotti című Kästner-regény 1961-es amerikai filmadaptációjában, ahol az ikerlányok anyját játszotta, a Mr. Hobbs szabadságra megy című 1962-es filmvígjátékban pedig James Stewart feleségét alakította. 1971-ben visszavonult a filmezéstől.

### Rövid visszatérése
1991-ben néhány filmes fellépés erejéig visszatért a filmvászonra. Chris Columbus rendező Mama pici fia (Only the Lonely) című vígjátékában John Candy domináns zsarnok anyját játszotta. A következő években néhány tévéfilmben játszott. 2000-ben 2000-ben játszotta utolsó filmszerepét, The Last Dance című tévéfilmben. 2004-ben Tis Herself címmel kiadta önéletrajzát, mely nagy könyvsiker lett.

### Magánélete
19 éves korában, 1939-ben O’Hara titokban feleségül ment George H. Brown angol filmproducerhez, az Egyesült Királyság állampolgárához, akit a Jamaica fogadó forgatásán ismert meg. (Brown többek között két Miss Marple-filmet készített Margaret Rutherford főszereplésével). 1939. június 13-án esküdtek meg London Harrow kerületében. A titkos esküvő után O’Hara elutazott Hollywoodba, férje Angliában maradt, mert filmet forgatott Paul Robesonnal. Brown Angliában úgy nyilatkozott, hogy 1939 októberére hivatalos, nyilvános esküvőt terveznek, O’Hara azonban sosem tért vissza hozzá. A házasságot 1941-ben érvénytelenítették.

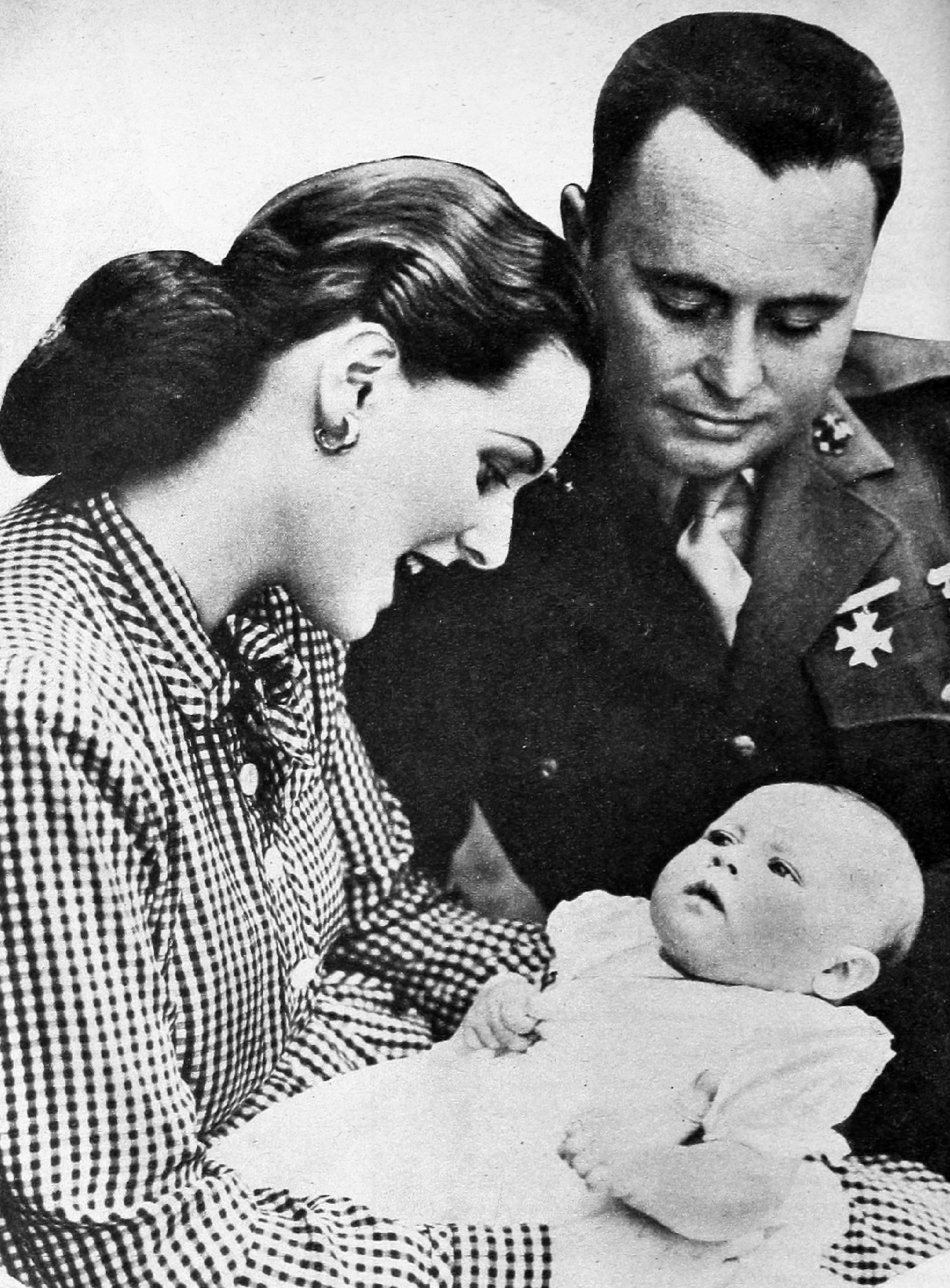
O’Hara és második férje, Will H. Price, leányukkal, Bronwynnal (1944)

O’Hara még abban az évben, 1941-ben feleségül ment Will Houston Price (1913–1962) amerikai filmrendezőhöz, ez volt első „hatályos” házassága, amelyet el is háltak. O’Hara már a nászéjszakán szembesült azzal, hogy férje megrögzött alkoholista. 1944. június 30-án megszületett közös leánygyermekük, Bronwyn Bridget Price (1944–2016), aki később, az 1960-as évek elején Bronwyn Brigid FitzSimons néven rövid ideig színésznőként működött.
1946. január 25-én O’Hara megkapta az amerikai állampolgárságot.
Az alkoholista Price-szal kötött házassága szétesett, de a mélyen katolikus O’Hara nem nyújtott be válókeresetet szintén hívő katolikus férje ellen. Végül 1951 júliusában Price kérte a házasság felbontását. A volt férj 1951 decemberében hagyta el közös Bel Air-i lakásukat.
Közismerten rossz házassága ellenére O’Hara minden fórumon tagadta, hogy bármikor házasságon kívüli viszonyba keveredett volna bárkivel. Anthony Quinn, aki gyakran szerepelt vele együtt, későbbi saját önéletrajzában leírta, hogy 1947-ben, a Szinbád, a hajós forgatásán egymásba szerettek, és „O’Hara a világ legmegértőbb asszonyának bizonyult.”
Válása után O’Hara csaknem két évtizeden át nem kötött újabb házasságot. 1953–1967 között Enrique Parra mexikói bankár–üzletemberrel élt együtt. Megtanult spanyolul, és leányát mexikói iskolába íratta. John Ford gyűlölte Parrát, emiatt O’Hara gyakran összetűzött vele. Volt férje, Price is folyamatosan zaklatta O’Harát a Parrával folytatott viszonya miatt. Price bírósági keresetet nyújtott be, amelyben kérte, hogy közös leányukat vegyék el anyjától, annak „erkölcstelen életmódja” miatt. O’Hara ellenkeresetet nyújtott be a bíróság által megítélt, de Price által nem fizetett gyermektartási és feleségtartási díjak behajtására. 
1955-ben, a A hosszú, szürke vonal bemutató fogadásán John Ford nyilvánosan szajhának nevezte O’Harát, aki nem képes távol maradni „attól a mexikóitól”, és veszélyezteti a film megítélését.
Harmadik házasságát O’Hara 1968. március 12-én kötötte a nála 11 évvel idősebb Charles F. Blair (1909–1978) amerikai pilótával,, akivel még 1947-ben, egy írországi repülőút során ismerkedett meg. Blair népszerű és ismert személyiség volt az Egyesült Államokban. A világháborúban harci pilóta volt, a légierő dandártábornoka, majd a PanAm főpilótája, a transzatlanti repülés úttörője, az Antilles Airboats légitársaság elnöke. 1969-ben házat vásároltak Írország délnyugati partvidékén, Glengarriff községben.
A házasságkötés után három évvel, 1971-ben O’Hara visszavonult a filmezéstől. A nyugodt ember későbbi DVD-kiadásához fűzött történet szerint O’Hara azért hagyta ott a filmipart, mert konzervatív barátai, köztük maga John Wayne is állandóan zaklatta, hogy „miért nem ül otthon, jó feleséghez illő módon.” Valójában azért szállt ki, mert saját férje kérte, segítse őt a légitársaság működtetésében.
1978-ban Blair Grumman G-21 Goose repülőgépe a Karib-tenger térségében motorhiba miatt lezuhant, Blair és több utasa életét vesztette. Az özvegy O’Hara átvette az Antilles Airboats légitársaság elnöki tisztségét, így az Egyesült Államokban ő lett az első nő, aki légitársaságot irányít. Évekkel később O'Hara eladta a céget, hogy több időt tölthessen Írországban, glengarriffi házában.
Rendíthetetlen konzervatívként egész életében a Republikánus Pártot támogatta. Aktívan közreműködött Dwight D. Eisenhower, Richard Nixon, Gerald Ford, Ronald Reagan, George H. W. Bush és George W. Bush választási kampányaiban.
- Az idős O’Hara a 2014-es Turner Classic Movies (TCM) filmfesztiválon
- Sírja az Arlingtoni Nemzeti Temetőben
- Szobra az írországi Kellsben

### Utolsó évei
2005-ben agyvérzés érte, ezután teljesen átköltözött glengarriffi házába. A helyi kocsmában saját törzsasztalt tartottak fenn számára.
Egészsége leromlott, cukorbetegségben és rövidtávú memóriavesztésben szenvedett, gondozásra szorult. 2012 májusában O’Hara családja eljárást kezdeményezett a Maureen O’Hara Alapítvány ellen, akik visszaéltek a gondnokságuk alatt álló idős színésznő állapotával, kihasználták őt, pénzért reklámrendezvényeken léptették fel. 2012 szeptemberében O’Hara orvosi engedéllyel az Egyesült Államokba utazott, és unokájához, Conor Beau FitzSimonshoz költözött Idaho államba.
2013. május 24–25-én O’Hara megjelent az iowai Wintersetben, barátjának és színésztársának, John Wayne-nek szülővárosában, az új John Wayne-Múzeum megnyitásához kapcsolódó ünnepség díszvendégeként. Az állam kormányzója május 25-ét „Maureen O’Hara napjává” nyilvánította.
2014. november 8-án Oscar-Életműdíjat kapott színművészi munkásságért, melyet Clint Eastwood és Liam Neeson nyújtott át neki.

### Halála
A következő évben, 2015. október 24-én, 95 éves korában otthonában, az Idaho állambeli Boise-ben elhunyt.
Virginia államban, az Arlingtoni Nemzeti Temetőben nyugszik, harmadik férje, Charles F. Blair mellett. Egyetlen leánya, Bronwyn Brigid Price 2016-ban hunyt el az írországi Glengarriffban.

## Főbb filmszerepei
- 1938: Kicking the Moon Around; titkárnő (Maureen FitzSimons néven)
- 1938: My Irish Molly; Eileen O’Shea (Maureen FitzSimons néven)
- 1939: Jamaica fogadó (Jamaica Inn); Mary Yellan (Hitchcock utolsó brit filmje)
- 1939: A Notre Dame-i toronyőr (The Hunchback of Notre Dame); Esmeralda
- 1941: They Met in Argentina; Lolita O’Shea
- 1941: Hová lettél, drága völgyünk? (How Green Was My Valley); Angharad
- 1942: To the Shores of Tripoli; Mary Carter hadnagy
- 1942: Ten Gentlemen from West Point; Carolyn Bainbridge
- 1942: A fekete hattyú (The Black Swan); Lady Margaret Denby
- 1943: Ütött az óra (This Land Is Mine); Louise Martin
- 1943: Tuskólábú (The Fallen Sparrow); Toni Donne
- 1944: Buffalo Bill; Louisa Frederici Cody
- 1946: Sentimental Journey; Julie Beck / Weatherly
- 1947: Szinbád, a hajós (Sinbad, the Sailor); Shireen
- 1947: Csoda a 34. utcában (Miracle on 34th Street); Doris Walker
- 1947: The Foxes of Harrow; Odalie „Lilli” D’Arceneaux
- 1949: A Woman’s Secret; Marian Washburn
- 1949: Britannia Mews; Adelaide „Addie” Culver
- 1949: Bagdad (Baghdad); Mardzsán hercegnő
- 1950: Comanche Territory; Katie Howard
- 1950: Rio Grande; Mrs. Kathleen Yorke
- 1950: Tripoli; D’Arneau grófnő
- 1951: Flame of Araby; Tanya hercegnő
- 1952: At Sword’s Point; Athos leánya, Claire
- 1952: A nyugodt férfi (The Quiet Man); Mary Kate Danaher
- 1952: Kalózlobogó alatt (Against All Flags); Prudence „Spitfire” Stevens
- 1953: The Redhead from Wyoming; Kate Maxwell
- 1954: Malaga; Joanna Dane
- 1955: A hosszú, szürke vonal (The Long Gray Line); Mary O’Donnell
- 1955: A bikaviador (The Magnificent Matador); Karen Harrison
- 1955: Lady Godiva of Coventry; Lady Godiva
- 1956: Everything But the Truth; Joan Madison
- 1957: A sasok szárnyai (The Wings of Eagles); Min Wead
- 1959: Havannai emberünk (Our Man in Havana); Beatrice Severn
- 1960: Mrs. Miniver, tévéfilm; Mrs. Miniver
- 1961: The Deadly Companions; Kit Tildon (rend. Sam Peckinpah)
- 1961: Apád-anyád idejöjjön (The Parent Trap); Maggie McKendrick
- 1962: Mr. Hobbs szabadságra megy (Mr. Hobbs Takes a Vacation); Peggy Hobbs
- 1963: Spencer hegye (Spencer’s Mountain); Olivia Spencer
- 1966: The Battle of the Villa Fiorita; Moira
- 1966: Rancho River; Martha Price
- 1971: Jake visszalő (Big Jake); Martha McCandles
- 1973: A vörös póni (The Red Pony); tévéfilm; Ruth Tiflin
- 1991: Mama pici fia (Only the Lonely); Rose Muldoon
- 1995: Karácsonyi doboz (The Christmas Box), tévéfilm; Mrs. Mary Parkin
- 1998: Taxival Kanadába (Cab to Canada), tévéfilm; Katherine Eure
- 2000: The Last Dance, tévéfilm; Helen Parker

## Önéletrajza
- ↑ Oharanicoletti:  Maureen O’Hara, John Nicoletti. ’Tis Herself: An Autobiography (angol nyelven). Simon and Schuster (2005). ISBN 978-0-7434-9535-6

## További információ
- Maureen O’Hara a PORT.hu-n (magyarul)
- Maureen O’Hara az Internetes Szinkronadatbázisban (magyarul)
- Maureen O’Hara az Internet Movie Database-ben (angolul)
- Maureen O’Hara a Rotten Tomatoeson (angolul)
- Maureen O’Hara. Filmkatalógus.hu (magyarul)
- Maureen O’Hara az AlloCiné weboldalán (franciául)
- Maureen O’Hara Profile (angol nyelven). famousfix.com. (Hozzáférés: 2023. február 18.)